# Danuta Stenka
Danuta Stenka (Sierakowice, 10 ottobre 1961) è un'attrice polacca.
Ha fatto il suo debutto sul palcoscenico nel 1984 e da allora ha recitato in molte produzioni ricevendo premi teatrali per le sue interpretazioni. Ha fatto il suo debutto sul grande schermo nel 1995 e da allora è apparsa in più di 60 film. Stenka ha ricevuto due premi Polskie Nagrody Filmowe per Chopin: desiderio d'amore (2002) e Katyn (2007).

## Biografia
Dal 1991 ha lavorato per dieci anni al Teatr Dramatyczny di Varsavia, poi al teatro TR Warszawa. Ha ottenuto il plauso della critica per i suoi ruoli  nelle performance di Krzysztof Warlikowski (Electra, La bisbetica domata, Krum, Angels in America e (A)pollonia). Nel 2003, è entrata a far parte dell'ensemble del Teatro Nazionale di Varsavia, interpretando ruoli con molti registi rinomati, tra cui Robert Wilson (Lady from the Sea), Grzegorz Jarzyna (Giovanni) e Maja Kleczewska (Fedra, Marat/Sade, Oresteia). Ha recitato in molti film e serie TV e ha vinto oltre 30 premi per il suo lavoro teatrale e cinematografico. 

## Riconoscimenti
Nel 2011 le è stata conferita la Medaglia d'Argento al Merito della Cultura – Gloria Artis, assegnata dal Ministero della Cultura polacco.

## Filmografia parziale

### Cinema
- Quo vadis?, regia di Jerzy Kawalerowicz (2001)
- Chopin: desiderio d'amore (Chopin. Pragnienie miłości), regia di Jerzy Antczak (2002)
- Katyn (Katyń), regia di Andrzej Wajda (2007)
- The Hater (Sala samobójców. Hejter), regia di Jan Komasa (2020)
- König der Raben, regia di Piotr J. Lewandowski (2020)
- Bartkowiak, regia di Daniel Markowicz (2021)

### Televisione
- Il coraggio di Irena Sendler (The Courageous Heart of Irena Sendler), regia di John Kent Harrison (2009) - film per la televisione
- Czas honoru - serie televisiva (2009)